# Baltasar Samper i Marquès
Baltasar Samper i Marquès (Palma, 3 de maig de 1888 - Ciutat de Mèxic, 18 de febrer de 1966) va ser un músic mallorquí, nascut a Mallorca. Pianista, compositor, director d'orquestra, crític musical i etnomusicòleg, és una de les figures musicals dels Països de parla catalana més rellevants de la primera meitat del segle xx. Juntament amb Joan Maria Thomàs i Antoni Torrandell i Miquel Capllonch és un dels principals músics mallorquins de tots els temps més destacats. Forma part de l'elit musical dels Països Catalans fins a l'esclat de la Guerra Civil. Un llarg exili, primer a França i més tard a Mèxic, d'on ja no tornà, l'ha convertit en una figura quasi oblidada, relegada a un segon pla, només amb l'excepció de la seva feina com a etnomusicòleg en l'Obra del Cançoner Popular de Catalunya (OCPC), prou coneguda avui en dia. Però més enllà d'això, Samper és una de les figures principals d'una generació «noucentista» o «de la República» que encara està per definir, juntament amb noms com Toldrà, Manuel Blancafort, Frederic Mompou, Blanca Selva, Robert Gerhard o Jaume Pahissa, i que sota el mestratge del i director d'orquestra Pau Casals, intentaren una renovació integral de la música culta catalana per equiparar-la interpretativament i estètica al nivell dels grans estils i escoles del continent europeu.

## Biografia

### Infantesa i adolescència a Palma
Baltasar Samper va néixer a Palma el 3 de maig de 1888, fill de Joaquim Sampere i Maria Rosa Marquès. Son pare, Joaquim Samper i Belda, era natural de Bocairent, però de nin havia estat blauet del santuari de Lluc, i ja de gran, era cantant líric. Baltasar, doncs, tingué les primeres nocions de música a casa, i a l'escola de Sant Felip Neri amb el pare Miquel Cardell.
Estudià el batxillerat a l'Institut Balear (actual Institut Ramon Llull), on coincidí amb altres joves amb inquietuds intel·lectuals i modernistes, com el poeta Miquel Ferrà i el futur periodista Màrius Verdaguer. Amb Verdaguer, solien acudir a les sessions del Saló Beethoven, la institució fundada Antoni Noguera, i que acollia tertúlies i recitals poètics i musicals de caràcter modernista i regionalista a Palma, i on hi solien participar el poeta Joan Alcover, escriptors com Miquel dels Sants Oliver i Gabriel Alomar, etc. Samper, un dels membres més joves, aviat n'esdevingué un dels principals animadors i intèrprets, fins que se n'anà a Barcelona destinat com a oficial de Correus.

### Barcelona, 1907-1939

#### Els primers anys
El 1907 s'instal·là a Barcelona. Va ser deixeble d'Enric Granados a l'acadèmia d'aquest, on, temps a venir, guanyaria per oposició la plaça de professor de piano. Estudià harmonia, composició i instrumentació amb Felip Pedrell i, durant un temps a París, fou deixeble del pianista Édouard Risler. És durant aquests anys de formació que Samper comença a compondre, sobretot cançons per a veu i piano, com Alpestre (1915; lletra d'Apel·les Mestres), Plors (1915; lletra de Maria Antònia Salvà), Desig (1916; lletra de Miquel Ferrà) o L'amor de les tres germanes (1917; també sobre un poema de Ferrà); però també una opereta, La corte de los milagros, amb llibret del periodista José León Fernández-Coca.
Al febrer de 1924, Samper va començar a treballar a les oficines de l'Obra del Cançoner Popular de Catalunya. Aquell mateix estiu, la direcció de la institució li proposà que, amb altres col·laboradors, es fes càrrec de les missions de recerca a les Illes. En estius compresos entre 1924 i 1932, els investigadors encapçalats per en Samper recolliren milers de cançons de la tradició —aleshores molt viva— popular illenca. El 1934 i 1935 en continuà i completà la tasca de recerca la seva deixebla (i futura segona esposa, a l'exili), Dolors Porta i Bauçà.

### Els Compositors Independents de Catalunya

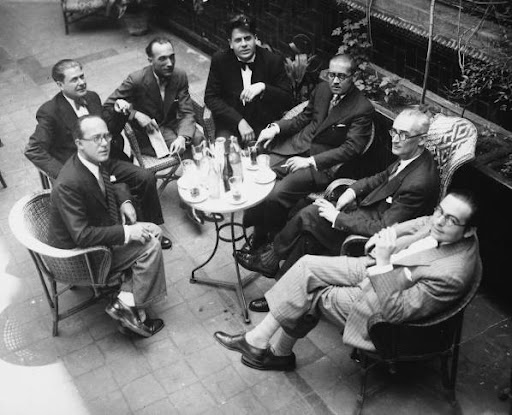
Compositors Independents de Catalunya. D'esquerra a dreta: Robert Gerhard, Agustí Grau, Joan Gibert Camins, Eduard Toldrà, Manuel Blancafort, Baltasar Samper i Ricard Lamote de Grignon. Hi falta Frederic Mompou. (1931)

Baltasar Samper va formar part del grup Compositors Independents de Catalunya, sorgit per iniciativa del pianista Joan Gibert, i format per aquest, Manuel Blancafort, Robert Gerhard, Agustí Grau, Ricard Lamote de Grignon, Frederic Mompou, Eduard Toldrà i el mateix Samper. El grup, heterogeni i de tendències estètiques molt diverses (des del nacionalisme a l'experimentalisme), nasqué amb el propòsit de fer una música d'arrel catalana i de projecció internacional. Animat per una vocació d'agrupació generacional, feu de pont entre la generació noucentista post-Guerra Civil. La presentació pública del grup tingué lloc en un concert de l'Associació de Música de Cambra el 25 de juny del 1931 a la Sala Mozart de Barcelona.
Aquest grup tenia una sèrie de trets que els caracteritzaven musicalment, com el coneixement de compositors europeus (Stravinsky, Bartók i Schönberg), una proposta de renovació estètica profunda, conjuntant trets neoclàssics, dodecafònics i noucentistes, i una revaloració de la cultura tradicional, que els menà a unir elements avantguardistes i folklòrics.
Samper va exercir la crítica musical al diari La Publicitat i publicà també a Mirador, a la Revista Musical Catalana i a la Revista de Catalunya. Les seves notes i ressenyes foren de gran nivell i amb plena sintonització amb els nous corrents artístics. Les seves pàgines sobre Lluís Millet, han quedat com a models de penetració en les obres d'aquests autors. La influència del compositor francès es faria notar en la producció de Samper d'aleshores endavant.
Baltasar Samper dugué a terme gran nombre d'actuacions com a pianista, tant al Principat com a Mallorca, i introduí i difongué l'obra del compositor Ciryl Scott (1879-1970), amb qui l'uní una profunda amistat. També feu de director de l'Orquestra Pau Casals i, el 1935, de l'Orquestra de Cambra de Barcelona. Formà part de l'equip directiu de Ràdio Associació de Catalunya, l'Orquestra de la ràdio de l'associació de Catalunya i va ser membre de la comissió organitzadora del III Congrés Internacional de Musicologia (Barcelona, 1936).

## L'exili
El seu primer exili va ser el 26 de gener del 1939, el mateix dia que l'exèrcit franquista entrava a Barcelona. Va fugir a França i no va tornar mai més de l'exili. Primer se'n va anar a Paris on es va trobar Pau Casals i es va retrobar amb la seva companya Dolors Porta (en aquell moment encara no eren casats) a Tolosa de Llenguadoc. A pesar de les dificultats que li va suposar l'exili, Samper va sortir endavantes i va aconseguir feina d'organista a la catedral de Tolosa.

### A Mèxic
Posteriorment, es va exiliar a Mèxic (1942). En aquesta ciutat treballà a l'Institut de Belles Arts estudiant el folklore mexicà i, el 1947, hi inicià la Secció d'Investigacions Musicals, tasca en la qual l'ajudà la seva formació en l'Obra del Cançoner. En el mateix camp, també fou professor de l'assignatura de folklore musical al Conservatori Nacional de Música de Mèxic. Entre el 1945 i el 1951 encarnà petits papers en mitja dotzena de pel·lícules mexicanes.
El llegat mexicà de Baltasar Samper té un valor extraordinari. Perquè hi ha quasi tota l'obra coneguda, composta o arranjada pel músic: la feina de tota una vida, com també resseguir-ne l'evolució estètica i estilística al llarg de quasi cinquanta anys i diferents períodes vitals que també són els períodes vitals de tota la generació noucentista i republicana. A més hi ha dues bandes sonores, La perla i Maclovia.
Membre molt actiu de la comunitat catalana, fou membre de l'Institut Català de Cultura de Mèxic, estigué en el patronat organitzador dels Jocs Florals de la Llengua Catalana de Mèxic (1942), dirigí l'Orfeó Català i formà part de la delegació americana en el Consell Nacional de Catalunya (1944). Col·laborà amb les revistes de l'exili Lletres i La Nova Revista.
En els primers anys seixanta va fer diverses traduccions per a l'editorial UTEHA (Unió Tipogràfica Editorial Hispano Americana), propietat d'un gallec que havia fet les Amèriques, José M. González Porto, i on també va treballar de gerent l'Estanislau Ruiz i Ponsetí, exdiputat del Parlament de Catalunya, i en Pere Calders. Entre altres, Samper va traduir una Historia de la música en cinc volums, la Historia del teatro dramático en quatre i La apasionada vida de Franz Liszt.
A Baltasar Samper no li agradava fer música de cine, de fet, arribà a tractar el gènere de «sub-musiqueta», però fins ara sabem del cert que a Mèxic havia escrit, tot i això, les músiques de la La barraca i La morena de mi copla (1945 i 1946).

### El llegat de Baltasar Samper
El fons personal de Samper és l'únic que té un llegat unificat extens que existeix del compositor. Constitueix una font d'informació principal per entendre el valor de la seva obra, però també per entendre el seu paper com a referent musical. La seva obra com a compositor està dispersa i, en la major part, inèdita. Les composicions que li han donat més nom han estat les dues suites simfòniques per a orquestra Cançons i danses de Mallorca. També escrigué cançons, música per a piano, coral, orquestral i per al cinema. En aquest darrer camp, la banda sonora de la pel·lícula La barraca (Mèxic, Roberto Gavaldón, 1945) obtingué el premi Ariel de l'Academia de Cine Mexicana. L'any 2018 la Conselleria de Cultura, Participació i Esports del Govern de les Illes Balears adquirí el fons Samper al net del músic i compositor, que romania a Mèxic i el diposità a l'Arxiu del Regne de Mallorca (ARM).

## Obres

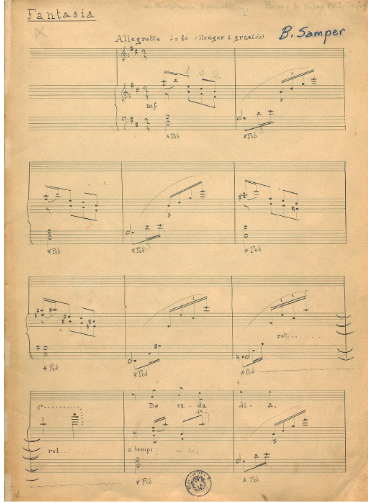
Cançó Fantasia de Baltasar Samper amb lletra de Josep M. Casals-Homs

De les obres de Baltasar Samper no hi ha cap catàleg fet, tot el que s'ha trobat, excepte algunes obres, estàn en el fons personal de Samper, que es pot consultar a través de l'IEC.

### Llista d'algunes de les obres més destacades de Baltasar Samper
- Ritual de Pagesia
- La barraca
- Cançons i danses de Mallorca
- La morena de mi compla
- Cançó fantasia
- La perla
- Maclovia
- El rabadà
- El bon caçador

## Filmografia
- Autor de la música del documental Mallorca: isla de la calma (1927), de Josep Maria Verger
- Director musical de La barraca (1945), dirigida per Roberto Gavaldón. La pel·lícula obtingué el premi Ariel de l'Academia de Cine de México a la millor música de fons de l'any
- Director musical de La morena de mi copla (1946) dirigida per Fernando A. Rivero

### Obres de Samper
- Baltasar Samper. La nostra gent: Lluís Millet Barcelona: Llibreria Catalònia 192?

- Joan Llongueres, Baltasar Samper. L'Orfeó Català a Roma. Relació del pelegrinatge efectuat els dies 29 d'abril al 9 de maig de l'Any Sant MCMXXV. Barcelona: A.López-Llausàs imp., 1925

### Aportacions de Mèxic
- Obra del Cançoner Popular de Catalunya: Memòries de missions de recerca
- Materials Vol. III. Barcelona: Fundació Concepció Rabell i Cibis, 1929 (Comprèn les recerques que Baltasar Samper i Miquel Ferrà van dur a terme a Mallorca, del 4 d'agost al 30 de setembre del 1924)
- Materials Vol. VI. Barcelona: Publicacions de l'Abadia de Montserrat, 1996 (Comprèn les recerques que Baltasar Samper i Josep M. Casas Homs van dur a terme a Mallorca els dies 16 i 17 de setembre del 1925)
- Materials Vol. VII. Barcelona: Publicacions de l'Abadia de Montserrat, 1997 (Comprèn les recerques que Baltasar Samper i Ramon Morey van dur a terme a Mallorca del 4 d'agost al 8 d'octubre del 1926.)
- Materials Vol. VIII. Barcelona: Publicacions de l'Abadia de Montserrat, 1998 (Comprèn les recerques que Baltasar Samper i Ramon Morey van dur a terme a Mallorca del 31 de juliol al 10 d'agost de 1927, i les que ells mateixos i Andreu Ferrer van fer a Menorca del 10 d'agost al 17 de setembre.)
- Materials Vol. X. Barcelona: Publicacions de l'Abadia de Montserrat, 2000 (Comprèn les recerques que Baltasar Samper i Ramon Morey van dur a terme a les illes de Mallorca, Eivissa i Formentera del 7 d'agost al 27 de setembre del 1928)
- Materials Vol. XIII. Barcelona: Publicacions de l'Abadia de Montserrat, 2003 (Comprèn les recerques que Baltasar Samper i Ramon Morey van dur a terme a l'illa de Mallorca a l'agost de 1930)
- Materials Vol. XV. Barcelona: Publicacions de l'Abadia de Montserrat, 2005 (Comprèn les recerques que Baltasar Samper i Andreu Ferrer i Ginard van dur a terme a l'illa de Menorca del 17 al 29 de juliol del 1932)
- Baltasar Samper. Els cants de les cançons de treballada a Mallorca comunicació presentada al III Congrés de la Societat Internacional de Musicologia. Publicada a la Revista Musical Catalana, núm. 389 (1936)
- Baltasar Samper, edició a cura de J. Massot i Muntaner. Estudis sobre la cançó popular (1936). Barcelona: Publicacions de l'Abadia de Montserrat, 1994
- Baltasar Samper. Els cants de treball a Mallorca 1948[5]
- Ángel M. Garibay, Baltasar Samper et al. Aportaciones a la Investigación Folklórica de México. México: Sociedad Folklórica de México, 1953
- Samper, Baltasar. ed. Investigación folklórica en México. Materiales. México: Instituto Nacional de Bellas Artes, 1962-1964. 2 vols.
- Baltasar Samper, compositorel redescobriment d'un músic català a l'exili. Publicat per Amadeu Corbera Jaume. Revista Catalana de Musicologia, núm.XI (2018), p. 199-231 ISSN (ed. impresa): 1578-5297 / ISSN (ed. electrònica): 2013-3960 DOI: 10.2436/20.1003.01.70
- Samper, Baltasar. Estudis sobre la cançó popular. Edició a cura de Josep Massot i Muntaner. Barcelona: Publicacions de l'Abadia de Montserrat, 1994.
- Verdaguer, Màrius. La ciutat esvaïda. Palma: Moll, 1977.
- Massot i Muntaner, Josep. Cultura i vida a Mallorca entre la guerra i la postguerra: 1930- 1950. Barcelona: Publicacions de l'Abadia de Montserrat, 1978.

### Traduccions de Baltasar Samper
- Lillian Littlehales, Pablo Casals: una vida México: Biografías Gandesa, 1951
- Franco Abbiati. Historia de la música. México: UTEHA, 1959. 5 vols.
- Silvio d'Amico. Historia del teatro dramático. México: UTEHA, 1961. 4 vols.
- Antonio Miotto. Transtornos de la personalidad. México: UTEHA, 1961
- Luciano Ramo. Historia de las variedades. México: UTEHA, 1961
- Emilio Servadio. Los sueños. México: UTEHA, 1961
- Jean Rousselot. La apasionada vida de Franz Liszt. México: Renacimiento, 1962
- Elémire Zolla. Antología del psicoanálisis. México: UTEHA, 1962
- Federico Caffé. Economistas modernos. México: UTEHA, 1963

### Estudis sobre Baltasar Samper
- Josep Massot i Muntaner. De la guerra i de l'exili. 1936-1975. Barcelona: Publicacions de l'Abadia de Montserrat, 2000
- Josep Massot i Muntaner. «Baltasar Samper i l'Obra del Cançoner Popular de Catalunya», dins Actes del col·loqui sobre cançó tradicional. Reus, 1990
- Victòria Morell Salom. "Baltasar Samper. El ritme amnèsic". L'any 2018, la periodista i directora Victòria Morell estrenà un documental sobre la vida i obra del musicòleg. Produït per Cinètica Produccions i IB3 televisió el documental és un periple vital per la vida de Baltasar Samper. La peça audiovisual fou seleccionada i presentada al festival Internacional de cinema EVOLUTION. Es pot consultar a la pàgina web d'IB3.